# Vagif Sadigov
Pour les articles homonymes, voir Sadigov.
Vagif Sadigov (en azéri : Vaqif İsmayıl oğlu Sadıqov ; né le 2 novembre 1956 à Bakou) est un
diplomate azerbaïdjanais, Ambassadeur d'Azerbaïdjan en Belgique.

## Biographie
Vagif Ismayil oghlu Sadigov est diplômé en 1978 de l'Université des langues d'Azerbaïdjan,
Faculté d'anglais. Il est candidat en sciences philologiques (1986).
Jusqu'à la fin de 1991, V.Sadigov travaille comme professeur principal au département de langue
anglaise de l'Université des langues d'Azerbaïdjan.
Depuis 1992 V. Sadigov passe dans le service diplomatique.

## Carrière diplomatique
De 1993 à 1995 est chef du département du ministère des Affaires étrangères de l'Azerbaïdjan
pour les questions militaro-politiques.
Le 9 avril 1995, Vagif Sadigov reçoit le grade d'Ambassadeur extraordinaire et plénipotentiaire.
En 9 avril 1995 - 11 mai 2004, il est au poste en Autriche. En même temps, il est représentant de
l'Azerbaïdjan auprès de l'ONUDI et de l'OSCE, le bureau des Nations Unies à Vienne.
En 11 mai 2004 - 29 octobre 2010, Vagif Sadigov est nommé Vice-ministre des Affaires
étrangères de l'Azerbaïdjan impliqué dans les questions de coopération avec l'UNESCO,
l'Organisation de la coopération islamique, les questions de multiculturalisme et de dialogue
intercivilisationnel.
De 29 octobre 2010 au 23 décembre 2015, le diplomate est l’Ambassadeur d'Azerbaïdjan en
Italie. Parallèlement, il est Ambassadeur d'Azerbaïdjan à Malte et à Saint-Marin (13 décembre
2010 - 23 décembre 2015).
En 27 janvier 2016 - 26 juillet 2021, V.Sadigov travaille comme Représentant permanent de
l'Azerbaïdjan auprès de l'ONU, à Genève.
Depuis le 26 juillet 2021 Vagif Sadigov est l’Ambassadeur d'Azerbaïdjan en Belgique.
Parallèlement, il est nommé Ambassadeur d'Azerbaïdjan au Luxembourg (à partir du 10
décembre 2021), ainsi que le chef de la représentation azerbaïdjanaise auprès de l'UE à partir du
15 septembre 2021.

## Récompenses
- Ordre Pour le Service à la Patrie, 3ème degré[4]